# Medalha de Serviços Comunitários
A Medalha de Serviços Comunitários (em chinês:  社會服務獎章) é uma condecoração macaense, atribuída desde 2007 pelo governo da Região Administrativa Especial de Macau, em reconhecimento às contribuições significativas para a sociedade e ao bem comum da Região Administrativa Especial de Macau da República Popular da China.

## Lista de galardoados
| Ano  | Galardoados                                                    |
| ---- | -------------------------------------------------------------- |
| 2007 | Ng Soi On                                                      |
| 2007 | Ng Sao Keng                                                    |
| 2007 | Leong Hin Tat                                                  |
| 2008 | Leong Heng Kao                                                 |
| 2008 | Pun Chi Meng                                                   |
| 2008 | Sit Kuok Chio                                                  |
| 2009 | Lei Fong Ieng                                                  |
| 2009 | Cheong Man Fun                                                 |
| 2010 | Charles Chen Chien Ying                                        |
| 2010 | Sam Iok Ha                                                     |
| 2010 | Chan Kok Chun                                                  |
| 2010 | Lao Mui Kuai                                                   |
| 2011 | Un Iok Meng                                                    |
| 2011 | Iek Ka Iok                                                     |
| 2011 | Cheong Pak Io                                                  |
| 2012 | Lao Ion Fai                                                    |
| 2012 | Pang Siu In                                                    |
| 2012 | Lau Sut Man                                                    |
| 2013 | Maria Amélia da Conceição António Saldanha                     |
| 2013 | Lou Kan Sam                                                    |
| 2013 | Liang Baijin                                                   |
| 2013 | Sam Weng Kan                                                   |
| 2014 | Lam Sut Peng                                                   |
| 2014 | Chan Sun Tao                                                   |
| 2014 | Pau Soi Ieng                                                   |
| 2015 | Chan Sok Tin                                                   |
| 2015 | Hellen Mary Sou Iok Lin                                        |
| 2015 | Wong Man I                                                     |
| 2015 | Ng Lun Mang                                                    |
| 2015 | Cheang Fong Lam                                                |
| 2015 | Chong Lai Wa                                                   |
| 2016 | Ieong Iu                                                       |
| 2016 | Chang Mong I Georgiana Lau do Rosário                          |
| 2016 | Lei Pou Loi                                                    |
| 2016 | Wong Man I                                                     |
| 2017 | Associação de Reabilitação dos Toxicodependentes de Macau      |
| 2017 | Associação dos Jovens Cristãos de Macau                        |
| 2017 | Gabinete Coordenador dos Serviços Sociais Sheng Kung Hui Macau |
| 2017 | Choi Chun Heng                                                 |
| 2018 | Lam Wai Wa                                                     |
| 2018 | Chan Ioi Kong                                                  |
| 2018 | Marjory Rangel de Faria Vendramini                             |
| 2018 | Associação Richmond Fellowship de Macau                        |
| 2019 | Associação Geral de Voluntários de Macau                       |
| 2019 | Associação de Surdos de Macau                                  |
| 2020 | Lo Iek Long                                                    |
| 2020 | Lam Chong                                                      |
| 2020 | Leong Iek Hou                                                  |